# Dumitru Becșenescu
Dumitru Becșenescu (n. 28 martie 1966, com. Lădești, județul Vâlcea) este un fost deputat român, membru al Parlamentului României. În cadrul activității sale parlamentare, Dumitru Becșenescu a fost membru în grupurile parlamentare de prietenie cu Republica Libaneză și Republica Federativă a Braziliei.  